# Резолюция Совета Безопасности ООН 47
Резолюция 47 Совета Безопасности Организации Объединённых Наций, принятая 21 апреля 1948 года, касается урегулирования Кашмирского конфликта. Выслушав аргументы как Индии, так и Пакистана, Совет увеличил размер Комиссии, учреждённой Резолюцией 39 Совета Безопасности Организации Объединённых Наций, до пяти членов (включая представителей Аргентины, Бельгии, Колумбии, Чехословакии и США), поручив Комиссии отправится на субконтинент и помочь правительствам Индии и Пакистана восстановить мир и порядок в регионе и подготовиться к референдуму, чтобы решить судьбу Кашмира.
Во-вторых, Постановление рекомендует трёхэтапный процесс разрешения спора. На первом этапе Пакистан попросили вывести всех своих граждан, которые вошли в Кашмир с целью ведения боевых действий. На втором этапе Индию попросили постепенно сократить свои силы до минимального уровня, необходимого для поддержания правопорядка. На третьем этапе Индию попросили назначить администратора референдума, назначенного ООН.
Резолюция принималась по пунктам; голосование по ней в целом не проводилось.
И Индия, и Пакистан высказали свои возражения против резолюции, однако они приветствовали посредничество Комиссии ООН. Путём посредничества Комиссия расширила и внесла поправки в Резолюцию Совета Безопасности, приняв две собственные резолюции, которые были приняты как Индией, так и Пакистаном. Впоследствии в начале 1949 года Комиссией было достигнуто прекращение огня, однако перемирие не было достигнуто из-за разногласий по процессу демилитаризации региона. После значительных усилий Комиссия объявила о своём провале в декабре 1949 года.

## Предыстория

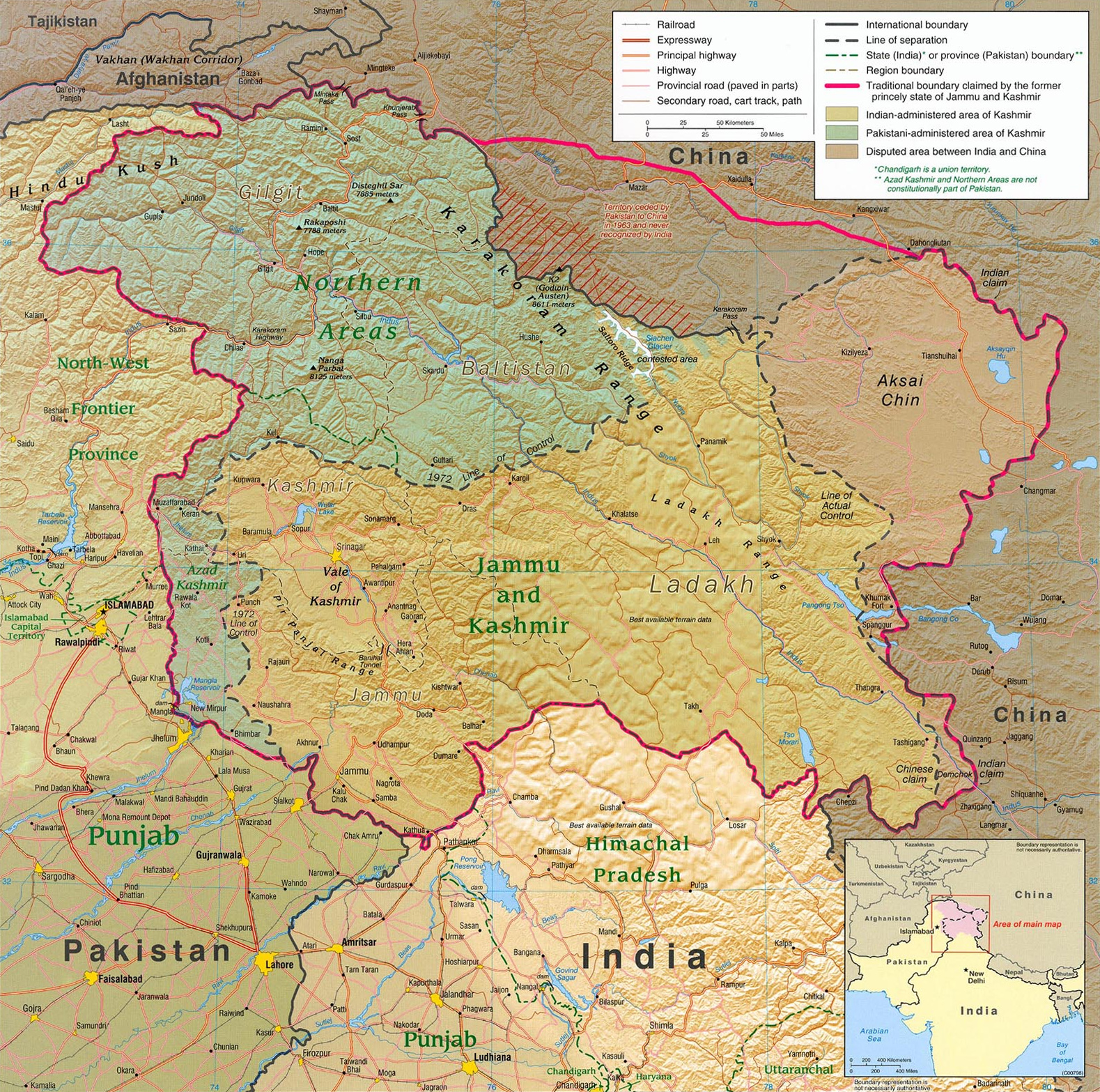
Карта бывшего княжеского государства Джамму и Кашмир

До 1947 года Джамму и Кашмир (Кашмир) был княжеством под британским верховным управлением, которым правил индуистский махараджа. С приближением независимости Индии и Пакистана было объявлено, что британское верховенство утратит силу, и правители княжеских государств получили возможность присоединиться к одной из двух новых стран (так называемое «присоединение») или остаться независимыми. Махараджа Джамму и Кашмира предпочёл остаться независимым, учитывая смешанный этнический и религиозный состав населения штата.
После восстания в западных районах штата и вооружённого вторжения пуштунских племён из Пакистана 26 октября 1947 года Махараджа присоединился к Индии. На следующий день Индия немедленно перебросила войска в Кашмир. С тех пор учёные привели множество свидетельств, указывающих на соучастие Пакистана в подстрекательстве и поддержке вторжения. Между индийскими войсками и пакистанскими налётчиками завязалась война в пределах княжеского государства.
1 января 1948 года Индия передала этот вопрос в Совет Безопасности ООН в соответствии со статьёй 35 Устава ООН, которая позволяет странам-членам доводить до сведения организации вопросы, угрожающие международному миру. В нём утверждалось, что граждане Пакистана и соплеменники напали на Джамму и Кашмир, которые являются территорией Индии. Она попросила Совет Безопасности предотвратить продолжение действий боевых действий Пакистаном. Индия также заявила, что несмотря на законное присоединение государства, она готова провести референдум, чтобы подтвердить желание народа и соблюдать его результаты. В ответ Пакистан отрицал свою причастность к конфликту и выдвигал встречные обвинения, утверждая, что Индия добилась присоединения государства путём «мошенничества и насилия» и что она проводит «геноцид» против мусульман.
20 января 1948 года Совет Безопасности принял Резолюцию 39 учреждении Комиссии в составе трёх человек для расследования жалоб. Однако такая комиссия не была создана до мая 1948 года. Тем временем Совет Безопасности продолжал свои обсуждения, и война тоже продолжалась.

## Резолюция 47
18 марта Китайская Республика внесла новый проект резолюции, состоящий из трёх частей. Первая часть касалась восстановления мира и просила Пакистан вывести своих граждан. Вторая часть посвящена проведению референдума для народа Кашмира, чтобы выбрать между Индией и Пакистаном. Индии было предложено создать «администрацию плебисцита», директора которой будут назначаться Генеральным секретарём ООН, но будут действовать как официальные лица государства. Третья часть касается создания временной администрации государства, которая будет представлять все основные политические группы в государстве.
В ходе последующего обсуждения проект был значительно изменён, и Пакистану был сделан ряд уступок по инициативе британской делегации. Индия в свою очередь выразила недовольство по поводу изменений.

### Разрешение
Принятая окончательная резолюция состояла из двух частей: первая часть увеличила численность Комиссии до пяти членов и попросила её немедленно отправиться на Индийский субконтинент для посредничества между Индией и Пакистаном, вторая касалась рекомендаций СБ ООН по восстановлению мира и проведению референдума. Это включало в себя три шага:
- На первом этапе Пакистан попросили сделать всё возможное, чтобы обеспечить вывод всех соплеменников и граждан Пакистана, положив конец боевым действиям в государстве.
- На втором этапе Индию попросили «постепенно сократить» свои силы до минимального уровня, необходимого для поддержания закона и порядка. В нём изложены принципы, которым Индия должна следовать в обеспечении законности и правопорядка в консультации с Комиссией, по возможности используя местный персонал.
- На третьем этапе Индию попросили обеспечить, чтобы все основные политические партии были приглашены для участия в правительстве штата на министерском уровне, по сути, сформировав коалиционный кабинет. Затем Индия должна назначить Администратора Плебисцита, назначенного Организацией Объединённых Наций, который будет иметь ряд полномочий, включая полномочия вести дела с двумя странами и обеспечивать свободный и беспристрастный плебисцит. Необходимо было принять меры для обеспечения возвращения беженцев, освобождения всех политических заключённых и политической свободы.

Решение было принято девятью голосами за, СССР и Украинская ССР воздержались.

### Комментарий
Решение принято в соответствии с главой VI Устава ООН, посвящённой «мирному урегулированию споров». Он состоял не из директив сторонам, а из рекомендаций. Бывший дипломат ООН Йозеф Корбел заявляет, что это связывало стороны только морально, но не юридически. Окончательное разрешение конфликта оставалось за правительствами Индии и Пакистана и зависело от их доброй воли.
Совет Безопасности воздержался от участия в споре. Он не осудил Пакистан как агрессора, как того требовала Индия. Он также не касался законности присоединения Джамму и Кашмира. Корбел заявил, что Совет Безопасности мог бы запросить у Международного суда ООН консультативное заключение по правовым вопросам. Если бы это было сделано, Совет Безопасности имел бы более сильную позицию, чтобы объявить одну из сторон виновной, и урегулирование спора было бы проще.
В данном случае подход Совета Безопасности был, по мнению Корбела, «робким». Его оценка кашмирского вопроса была нереалистичной, как вскоре выяснилось в результате длительных дебатов, бесконечных споров и отсрочки обсуждения. С течением времени напряжённость и политические разногласия в Кашмире нарастали, а решение плебисцита становилось все труднее.
Точку зрения поддержал и посол США в ООН Уоррен Остин. Он считал это решение, как и другие последующие, нереалистичным и неэффективным. Они зависели от воли Индии и Пакистана, сотрудничающих с Советом Безопасности и не дали ему полномочий на введение санкций. Посольства США в Индии и Пакистане были в равной степени разочарованы.
Очевидно, что Совет Безопасности рассматривал проблему в первую очередь как политический спор, а не его правовые основы, в частности, было ли присоединение Кашмира к Индии законным. Неявно предполагалось, что присоединение было действительным, но неполным и зависело от ратификации индийским народом. Таким образом, он попросил граждан Пакистана уйти в первую очередь, но постановил, что плебисцит был окончательным решением.  Юрист Сумати Суббиа утверждает, что способ рассмотрения ситуации как политического спора, а не юридических обязательств, оказался слишком слабым, чтобы заставить Индию и Пакистан прийти к разрешению конфликта.

### Принятие резолюции
И Индия, и Пакистан высказали возражения против Резолюции 47:
Индия возражала, прежде всего, против того, что резолюция ставит Индию и Пакистан в равное положение, игнорируя жалобу на пакистанскую агрессию и законное присоединение Кашмира к Индии. Во-вторых, он возражал против отсутствия у него разрешения на удержание войск в государстве для его защиты. Он также чувствовал, что требование коалиционного правительства поставит шейха Абдуллу, тогдашнего премьер-министра Кашмира, в невозможное положение. В нём говорилось, что полномочия, предоставленные администрации референдума, слишком широки и подрывают суверенитет государства. Было сочтено, что обеспечение возвращения всех беженцев невозможно. Наконец, Индия хотела, чтобы Пакистан был исключён из проведения референдума.
Пакистан возражал против нахождения индийских войск в Кашмире даже на минимальном уровне, разрешённых резолюцией. Он хотел равного представительства в правительстве государства для Мусульманской конференции, доминирующей партии удерживаемого Пакистаном Кашмира. В правительственных кругах Пакистана считалось, что обсуждения в Совете Безопасности были благоприятными для Пакистана, но окончательные предложения были изменены США и Великобританией, чтобы «смягчить» Индию. Великобритания подверглась особой критике.
Однако обе стороны приветствовали Комиссию ООН и согласились работать с ней. 

## Комиссия ООН
В пятёрку членов Комиссии ООН по Индии и Пакистану (UNCIP) вошли представители Чехословакии (Йозеф Корбел), Аргентины (Рикардо Сири), Бельгии (Эгберт Греффе), Колумбии (Альфредо Лозано) и США (Джером Клар Хаддл). Его секретариат возглавил Эрик Колбан, посол Норвегии в Великобритании, а его секретарь исполнял британский квакер Ричард Саймондс.
Некоторые источники заявляют, что политическая атмосфера как в Индии, так и в Пакистане была враждебной по отношению к Комиссии после её прибытия на субконтинент в июле 1948 года.

### Прекращение огня (1948)
По прибытии в Карачи Комиссия была проинформирована Пакистаном о том, что три бригады его регулярных войск вели боевые действия в Кашмире с мая, что Йозеф Корбел назвал «бомбой». В Нью-Дели Индия заявила, что придаёт огромное значение признанию вины Пакистана. Бои в Кашмире не утихали и Комиссия признала, что правительство шейха Абдуллы в Джамму и Кашмире и правительство Азада Кашмира в Музаффарабаде вели непримиримую борьбу.
13 августа 1948 года, после обсуждений с правительствами обеих стран, Комиссия единогласно приняла резолюцию, состоящую из трёх частей, в которой были внесены поправки и дополнения к Резолюции 47:
- Часть I касалась прекращения огня, призывая к полному прекращению боевых действий.
- Часть II касается соглашения о перемирии. Она потребовала полного вывода вооружённых сил Пакистана, включая армию, племена и других пакистанских граждан, и заявил, что эвакуированная территория будет управляться местными властями под наблюдением Комиссии. После вывода пакистанских войск Индия должна была вывести «большую часть своих сил», сократив их до минимального уровня, необходимого для поддержания правопорядка.
- В Части III говорилось, что после принятия соглашения о перемирии две страны начнут консультации с Комиссией для определения будущего государства в соответствии с волей народа. [21]

Структура резолюции имела большое значение для Индии. Структура из трёх частей безоговорочно признала «агрессию» Пакистана, сделав перемирие перед консультациями о будущем государства. Кроме того, не упоминался референдум, который позволил бы использовать другие возможные способы определения воли народа, такие как избрание учредительного собрания. Индия опасалась, что плебисцит разожжёт религиозные страсти и высвободит «разрушительные силы».
Хотя Индия приняла резолюцию Комиссии, Пакистан приложил столько оговорок и оговорок, что Комиссия сочла это «равносильным отклонению». Комиссия предположила, что главной заботой Пакистана была гарантия свободного и беспристрастного плебисцита после прекращения боевых действий. Затем он разработал дополнение к своей августовской резолюции, в котором излагаются предложения по проведению плебисцита. В нём определены функции администратора плебисцита, который, среди прочего, будет принимать решения об окончательном уничтожении сил Индии и Азад Кашмира. Индия возразила, что её просили пойти на дальнейшие уступки, хотя Пакистан не принял соглашение о перемирии. Он запросил и получил несколько гарантий, включая соглашение о том, что он не будет связан плебисцитом, если Пакистан не выполнит первые две части августовской резолюции; и заверение, что силы Азад-Кашмира будут расформированы до плебисцита .
Несмотря на оговорки, вопросы и разногласия, оба правительства, наконец, приняли предложения, что привело к прекращению огня в Кашмире 1 января 1949 года.  Комиссия включила дополнение в новую резолюцию, принятую 5 января 1949 года

### Неудачное перемирие (1949)
Комиссия вернулась на субконтинент в феврале 1949 года, чтобы выполнить условия прекращения огня, заключить соглашение о перемирии и подготовиться к плебисциту. Корбель заявляет, что Комиссия столкнулась с «огромными трудностями».  
Индия настаивала на роспуске «сил Азад» в качестве «необходимого условия» перед плебисцитом, который, по словам Корбела, был для Комиссии «встряской». Это действительно было согласовано в предыдущем раунде. Однако Индия, похоже, продвинула график. Так называемые «силы Азад» состояли из демобилизованных солдат британской индийской армии, принадлежащих к округам Пунч и Мирпур. Они подняли восстание против Махараджи Джамму и Кашмира до вторжения племён. После вторжения Пакистан организовал 32 батальона вооружённых сил для борьбы с индийскими войсками. Во время переговоров о перемирии Пакистан настаивал на балансе между силами «Азад» и государственными силами и требовал, чтобы Пакистану было разрешено обучить силы «Азад» занять позиции, которые пакистанские силы должны были бы покинуть. Это привело индийцев к выводу, что Пакистан планировал возобновить боевые действия, как только начнётся вывод индийских войск. Таким образом, они потребовали, чтобы расформирование сил «Азад» произошло во время самого перемирия. Пакистан отклонил требование о роспуске и настаивал на паритете между Азадом и государственными силами. Пакистан также хотел увидеть подробные планы вывода индийских войск и настаивал на том, чтобы он был «синхронизирован» с выводом пакистанских войск.
После нескольких раундов предложений о демилитаризации региона, которые были отклонены как Индией, так и Пакистаном, Комиссия предложила арбитраж. Пакистан принял предложение об арбитраже, но Индия отклонила его, заявив, что это вопрос не в его компетенции, а утвердительного и немедленного решения. Позиция Индии заключалась в том, что нельзя проводить различия между пакистанской армией и силами Азад-Кашмира. Комиссия признала, что силы «Азад» теперь обладают такой силой, которая изменила военную ситуацию и затруднила вывод индийских войск, как это предусматривалось в первоначальной резолюции.
Другая трудность возникла в отношении «северных территорий» (ныне Гилгит-Балтистан): Индия потребовала, чтобы после вывода пакистанских войск эти территории были возвращены правительству Джамму и Кашмира, а Индии было разрешено защищать свои границы. Комиссия признала законную основу требования Индии, но опасалась, что это вызовет возобновление боевых действий между индийскими войсками и местными силами. Он предлагал, чтобы районы управлялись «местными властями» под контролем Комиссии, а индийские силы будут отправлены только в том случае, если наблюдатели ООН уведомят их о своей необходимости. Этот компромисс был отвергнут как Индией, так и Пакистаном. 
Комиссия заявила о своей несостоятельности и 9 декабря 1949 года представила свой окончательный отчёт Совету Безопасности. Она рекомендовала заменить Комиссию одним посредником и рассматривать проблему демилитаризации в целом без необходимой последовательности августовской резолюции, а представители ООН должны иметь право разрешать вопросы в порядке арбитража. Чехословацкая делегация представила отчёт меньшинства, в котором утверждалось, что заявление Комиссии о несостоятельности было преждевременным, что проблема сил Азад-Кашмира недооценивалась и что северным районам не уделялось должного внимания.

## Последствия
Совет Безопасности попросил посла Канады в ООН генерала Эндрю Макнотона провести неофициальные консультации с Индией и Пакистаном по поводу плана демилитаризации. В ходе обсуждения 22 декабря 1949 года Макнотон предложил сократить до минимального уровня и пакистанские, и индийские силы с последующим расформированием как войск Азад-Кашмира, так и государственных войск. Индия предложила две далеко идущие поправки, фактически отклонив предложения Макнотона. Его предложения представляют собой важный отход от предложений резолюций UNCIP, поскольку они не делают различия между Индией и Пакистаном. Индия была против такого сценария.
Несмотря на очевидные претензии Индии, СБ ООН принял предложения Макнотона в Резолюции 80 и назначил посредника. Посредничество также оказалось неудачным.
В 1972 году, после Третьей индо-пакистанской войны, Индия и Пакистан подписали Симлское соглашение, согласившись разрешить все свои разногласия путём двусторонних переговоров. С тех пор этот подход поддержали правительства США, Великобритании и большинства западных стран.
В 2001 году тогдашний Генеральный секретарь ООН Кофи Аннан во время своего визита в Индию и Пакистан заявил, что резолюции по Кашмиру являются лишь рекомендательными и их не следует сравнивать с резолюциями по Восточному Тимору и Ираку.
В 2003 году тогдашний президент Пакистана Первез Мушарраф заявил, что Пакистан готов оставить в стороне требование резолюций ООН и изучить альтернативные двусторонние варианты разрешения спора.

## Комментарии
1. ↑  According to the 1941 census, the state's population was 77 percent Muslim, 20 percent Hindu and 3 percent others (Sikhs and Buddhists)[2]. The Jammu province in the south was Hindu majority, related to the East Punjab in India, Ladakh in the east was Buddhist majority, the Kashmir Valley in the centre was predominantly Muslim and Kashmiri-speaking, the western districts were Sunni Muslim, related to the West Punjab in Pakistan, and the northern areas were predominantly Muslim of Shia and Ismaili sects.
2. ↑  The reaction finds various descriptions in the sources:
  - Raghavan, War and Peace in Modern India (2010, p. 132): "Both India and Pakistan rejected the resolution."
  - Korbel (1949, p. 279): "Both India and Pakistan raised voices against the April 1948 resolution."
  - Korbel, Danger in Kashmir (1966, pp. 112–113): "The Government of India sent a letter of protest to the United Nations and refused cooperation in any implementation of the resolution...One month later, however, the Indian representative was somehow more conciliatory... The Pakistani delegate was not wholly satisfied with the proposal but his criticism did not imply outright rejection."
3. ↑  Josef Korbel left Czechoslovakia after the communist coup. He was replaced by another Czech delegate who, according Korbel, "embarked upon the Soviet-Communist tactic of disrupting the structure of peace"[29].